# ロシア人共同体会議
ロシア人共同体会議（ロシアじんきょうどうたいかいぎ、ロシア語: Конгресс русских общин、英語: Congress of Russian Communities）は、ロシアの政党、政治ブロック。
ロシア人共同体会議は、ソビエト連邦の崩壊後の旧ソ連諸国に残留したロシア人の利益を守る趣旨でできたさまざまな組織の合同を目指した民族組織として発足した。議長には、エリツィン政権で安全保障会議書記などを務めたユーリ・スココフが選出された。1995年ロシア連邦議会下院国家会議選挙を前に、アレクサンドル・レーベジが会議に参加し、副議長に就任した。
しかし、選挙直前にスココフとレーベジの両者は反目が表面化したことと、スココフがより野党としての色彩を強めた結果、ロシア連邦共産党との類似に陥り、共同体会議は選挙前の予想と比較して選挙戦で苦戦し、比例区で議席を得るのに必要な5パーセント条項を超えることができなかった。
1996年にロシア人共同体会議は、レーベジを同会議から大統領候補に擁立することを決定した。しかし、スココフとレーベジの懸隔は埋まることがなく、レーベジは離党した。